# Richard Rojas
Richard Rojas (21 de septiembre de 1934-Santiago, 4 de abril de 2007) fue un compositor y folclorista chileno, fundador junto a su esposa Ester González de la banda de música y danzas folclóricas Lonquimay y posteriormente de Trío Lonqui.

## Lonquimay
Richard comenzó su carrera musical guiado por las enseñanzas del Conjunto folclórico Cuncumén, y en particular de su cofundadora Silvia Urbina en la década de 1950. En 1960 funda junto a su esposa Ester González la banda Lonquimay, con la cual realizaría grabaciones, presentaciones en televisión y giras internacionales hasta 1969, fecha en que el músico decide cerrar esta etapa.

## Trío Lonqui
Luego del cierre de Lonquimay, ese mismo año se crea la banda derivada de la primera Trío Lonqui, con un exitoso comienzo, mediante el lanzamiento de su sencillo de 1969 La chilenera / Oro blanco y oro negro, que traía su composición «La chilenera», ganadora ese mismo año del Primer Festival de la Nueva Canción Chilena, junto con «Plegaria a un labrador» de Víctor Jara. Ambos temas junto con otras composiciones de Rojas formarían el primer álbum de la agrupación, Trío Lonqui, lanzado en 1970 bajo el sello chileno DICAP. Luego de otro trabajo al año siguiente, el grupo se disuelve producto del Golpe de Estado en Chile de 1973, reapareciendo sólo esporádicamente en los años siguientes, hasta su reaparición en 2002 con un nuevo álbum de estudio, y 2003 con su primer disco recopilatorio.

## Trabajo solista
En 1981, su canción «Linda la minga», interpretada por Santiago del Nuevo Extremo, resultó ganadora del segundo lugar en el XXII Festival Internacional de la Canción de Viña del Mar. Richard debió cambiar su nombre como compositor del tema por el de «Ricardo Rojas», el cual utilizó durante el período de la dictadura militar, producto de sus ideologías políticas de izquierda, reprimidas durante la dictadura de Augusto Pinochet.

## Discografía
Con Lonquimay
- 1962 - Cantos de esperanza. "Gallo de amanecida"

Con Trío Lonqui
- 1969 - Trío Lonqui
- 1971 - Las cuarenta medidas
- 2002 - El bergantín de ensueño